# Graptemys flavimaculata
Graptemys flavimaculata е вид влечуго от семейство Блатни костенурки (Emydidae). Видът е световно застрашен, със статут Уязвим.

## Разпространение
Разпространен е в САЩ (Мисисипи).